# Baumgarten Izidor
Baumgarten Izidor (Pest, 1850. március 27. – Budapest, 1914. október 1.) bíró, ügyész, kúriai tanácselnök, jogtudós, Baumgarten Károly bátyja és Baumgarten Nándor kereskedelmi jogász unokabátyja.

## Élete
Baumgarten Ferdinánd (1817–1864) jómódú kereskedő és Breuer Cecília (1823–1909) fia. Jogi tanulmányait is itt végezte, s hároméves külföldi egyetemeken töltött, tanulmányait kiegészítő és nyelvtudását gyarapító útja után, 1876-ban a Budapesti Tudományegyetemen jogtudományi doktorátust, majd újabb három év külföldi tapasztalatszerzést követően, 1882-ben ügyvédi oklevelet szerzett. 1885-ben kapta meg a büntetőjog és eljárás magántanára címet.
Néhány éves ügyvédi gyakorlat elteltével büntetőjogászi pályára lépett: 1886-tól öt évig a budapesti Királyi Ügyészségen alügyész, 1891-től 1896-ig – szintén a fővárosban – törvényszéki bíró, majd két évig királyi ügyész. Bár egyetemi tanári állásra készült, 1889-ben sikertelenül pályázott a büntetőjogi tanszékre, így tanári címe ellenére – amelyet 1891-ben egy jogszabály értelmében elveszített – nem lett egyetemi oktató. 1898-tól osztálytanácsos az Igazságügyi Minisztériumban, ahol intenzíven részt vett különböző törvények, különösen a büntető perrendtartás és a büntető novella előkészítési munkálataiban, és komoly szerepe volt 1899-ben a nemzetközi büntetőegyesületi kongresszus megszervezésében. 1901-ben Plósz Sándor igazságügy-miniszter koronaügyész-helyettessé nevezte ki. Felelősségteljes beosztásában jelentős határozatok összeállítását és elfogadását segítette, ezek indokolását is zömmel ő készítette. 1910-ben a Budapesti Tudományegyetem büntetőjogi tanszékére szóló meghívást elvetette. Tízéves eredményes ügyészségi munkája után 1911-től kúriai tanácselnökként a II. Büntetőtanács vezetésének feladatát látta el. 1914 februárjában egészségi állapotának romlása miatt ment nyugdíjba, ekkor a II. osztályú Vaskorona-rend nevű kitüntetésben részesült. A kiemelkedő büntetőjogász 64 éves korában, 1914. szeptember 30-án hunyt el Budapesten.
Szakmai-hivatali tevékenysége mellett élen járt az ún. klasszikus büntetőjogi iskola tudományos művelésében is. Harminc éves jogirodalmi munkásságában az anyagi büntetőjog és a bűnvádi eljárás kérdéseinek vizsgálata csaknem azonos mértékű. Már 1883-ban A sajtójogi felelősség rendszere című első értekezése a szakma elismerését váltotta ki. 1885-ben A kísérlet tana című munkája – amely a téma első büntetőjogi monográfiájának tekinthető – elnyerte a Magyar Tudományos Akadémia Sztrokay-díját. Az 1880-as és 1890-es években szakterülete további fontos problémaköreit elemezte: 1886-ban a Törvényhalmazat és bűnhalmazat, 1889-ben A tett azonosságának kérdéséhez, 1893-ban Az előzetes eljárás reformja, 1895-ben A vádhatározatról című tanulmányai ezt egyértelműen bizonyítják. A 20. század első évtizedében – a jogdogmatizmus híveként – részt vett a kriminálpolitikai küzdelmekben (ld. A büntetés kimérése kriminálpolitikai szempontból című 1901-ben készült írását), és az esküdtszék hatáskörének, majd reformjának kérdésében kialakult hosszabb jogvitában (pl. Esküdtszéki tanulmányok, illetve Esküdtbíróságaink reformja), valamint a büntetőtörvénykönyv revíziójáról szóló polémiában is komoly szaktekintélyként szerepelt. Nagyszabású tanulmányai közül kiemelésre méltó 1902-ből A codifikált büntetőjog és a külön törvények, valamint 1905-ből A törvényhozás művészetéről című három-három részes, a Jogállamban közölt munkája. Legtöbb publikációja ebben a szaklapban jelent meg, emellett tudományos szakcikkeinek nagy részét a Magyar Igazságügy, a Bűnügyi Szemle, a Jogtudományi Közlöny, az Ügyvédek Lapja, a Közbiztonság, az Igazság, a Magyar Jogászegyleti Értekezések, a Büntetőjog Tára című folyóiratok tették közzé. Tevékeny szerepet vállalt az 1907-től megjelenő Büntetőjogi határozatok tára első 4 kötetének összeállításában is. Büntetőjogi tanulmányainak gyűjteménye – három kötetben – szintén 1907-től került kiadásra.
A magyar igazságügy tudományos felkészültségű szakembereként számos nagy sikerű előadásban népszerűsítette az általa képviselt jogágat, többek között a Magyar Jogászegyletben, amelynek alelnöki posztjára 1909-ben választották meg, és e feladatát haláláig végezte.

## Főbb művei
- Büntetőjogi tanulmányok. Budapest : Grill Kiadó., 1907-1916. 1-3 kötet
  - 1. kötet 471 p.
  - 2. kötet 581 p.
  - 3. kötet 332 p.
- A codifikált büntetőjog és a külön törvények. Budapest : Franklin, 1902. 35 p.
- Az előzetes eljárás reformja. Budapest : Pfeifer Ferdinánd, 1893. 161 p.
- Irománygyűjtemény a bűnvádi perrendtartáshoz : a kir. járásbíróságok és kir. törvényszékek számára. Vácz : Orsz. fegyintézet Ny., 1899. [182] lev.
- A kisérlet tana : büntetőjogi tanulmány. Budapest : Pfeifer, 1885. 568 p.
- Die Lehre vom Versuche der Verbrechen : criminalistische Studie. Stuttgart : Verlag von Ferdinand Enke, 1888. [6], 471 p.
- A sajtójogi felelősség rendszere : büntetőjogi tanulmány. Budapest : Pfeifer F., 1883. 55 p.
- A tett azonosságának kérdéséhez : vélemény a X. Magy. Jogászgyűlés számára : különös tekintettel a magyar eljárási javaslatokra. Budapest : Athenaeum, 1889. 86 p.
- Az uj irányok a büntetőjogban : Baumgarten Izidor előadása a Magyar Jogászegyletnek 1909. évi október hó 23-án tartott évnyitó díszülésén. Budapest : Franklin Ny., 1909. 14, [1] p.